# Даларьо
Даларьо (на шведски: Dalarö) е малък град в лен Стокхолм, източната част на централна Швеция, община Ханинге. Разположен е на брега на Балтийско море в залива Юнгфрюферден. Намира се на около 30 km на югоизток от централната част на Стокхолм. Има пристанище. Населението на града е 1199 жители според данни от преброяването през 2010 г.